# Martin Koukal

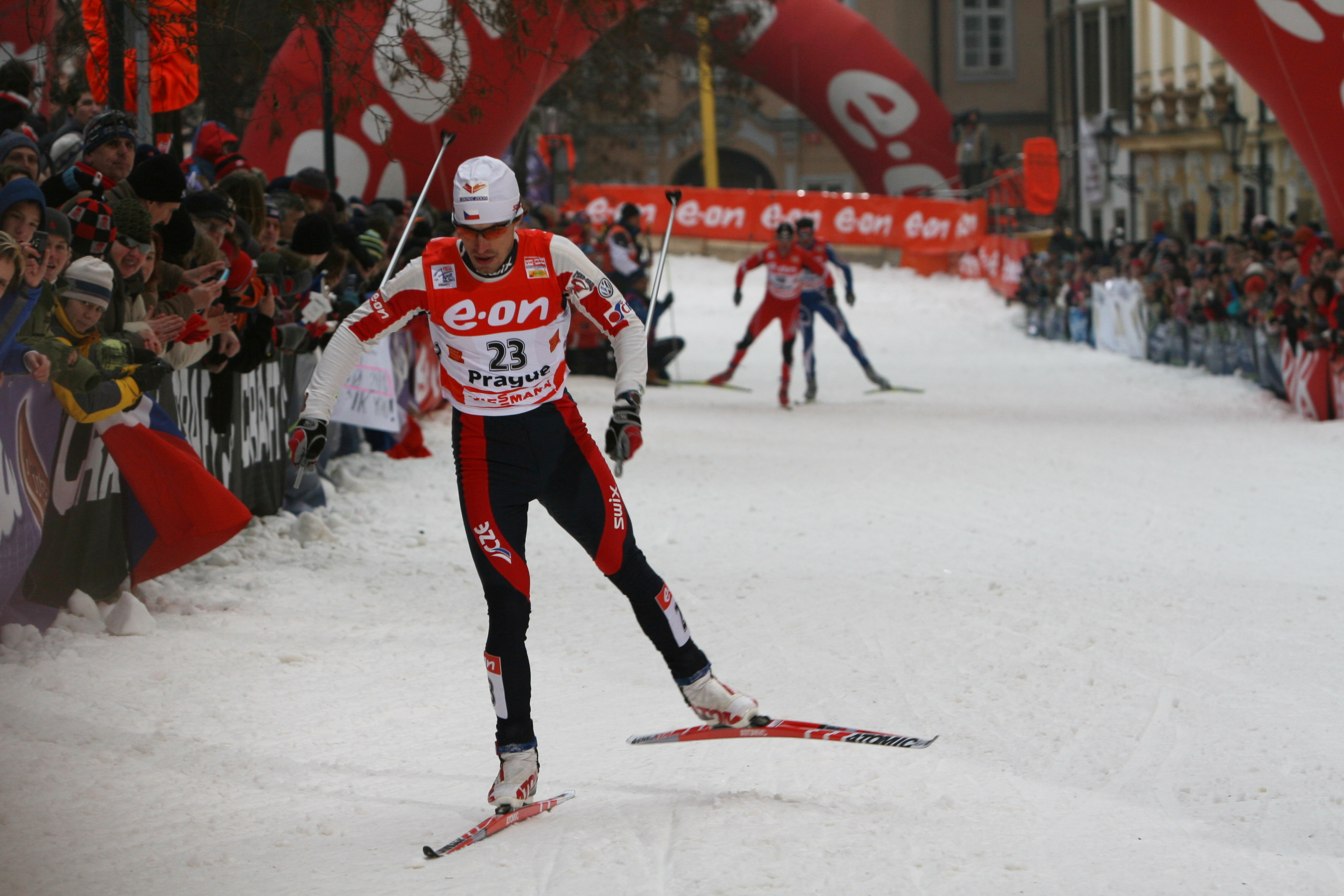
Martin Koukal, Tour de Ski, Praha 2007

Martin Koukal, född 25 september 1978 i Nové Město na Moravě, är en tjeckisk längdskidåkare. 
Koukal gjorde debut i världscupen i december 1997 och har där haft sina största framgångar som sprintåkare, med en andra- och en tredjeplats.  Hans enda världscupseger är en stafett i Davos 2007.  Oväntat vann han VM-guldet på 50 km vid VM i Val di Fiemme 2003, vilken är den senaste VM-femmil som avgjorts med individuell start.  Han har även vunnit VM-medalj i lagsprint och OS-medalj i stafett.

## 50 km vid VM i Val di Fiemme 2003
Koukal hade inlett VM i Val di Fiemme med att komma på sjätte plats i dubbeljakten (då kallad skiatlon) över 10+10 km, endast 0,9 sekunder från vinnaren.  Därefter hade han i stafetten den fjärde bästa sträcktiden då han var slutman för det tjeckiska laget som kom sjua.  Inför sprinttävlingen uttalade Koukal att om han skulle vinna den, skulle han inte starta på femmilen.  Visserligen vann han finalen, men bara B-finalen och slutresultatet blev således en femteplats.
Från startnummer 27 inledde Koukal femmilen svagt och blev snart upphunnen av den en halv minut senare startande italienaren Fulvio Valbusa och hängde på denne.  Valbusa hade startat mycket snabbt och ledde länge tävlingen.  Koukal förklarade efteråt att han känt sig trött de första milen och haft fullt sjå att hänga med italienaren.  Sedan, efter halva loppet, återfick han krafterna och åkte loppets sista varv (av fyra) snabbare än någon annan.  På fjärde milen lämnade han Valbusa efter sig och besegrade silvermedaljören Anders Södergren med 15 sekunder.  
Efter loppet tackade Koukal särskilt sin svenske tränare Christer Skog.

### Fotnoter
1. ↑  Rickard Westman (1 mars 2003). ”Dubbla svenska medaljer i VM-avslutningen” (på svenska). Sportbladet. https://www.aftonbladet.se/sportbladet/a/OnrRGO/dubbla-svenska-medaljer-i-vm-avslutningen. Läst 9 mars 2019.